# 唐禧
唐禧（16世紀—17世紀），字萬甫、號完素，四川叙州府富顺县人，明朝政治人物。

## 生平
八月初七日生，治诗经。萬曆二十二年（1594年）甲午科四川鄉試第十七名舉人，二十三年（1595年）乙未科會試第一百八名，廷試三甲第一百四十九名進士，都察院觀政，二十四年六月授湖廣京山縣知縣，歷官户部清吏司主事。

## 家族
曾祖唐愛，誥封奉直大夫。祖唐可封，隆慶戊辰進士，官廣東兵巡道督學按察副使。父唐登明，敕封文林郎。母余氏，敕封孺人。严侍下。弟唐祯，万历丁酉舉人，官山东夏津知县。娶常氏，敕封孺人，子應圖、應書、應疇、應範。